# 尾崎敬義

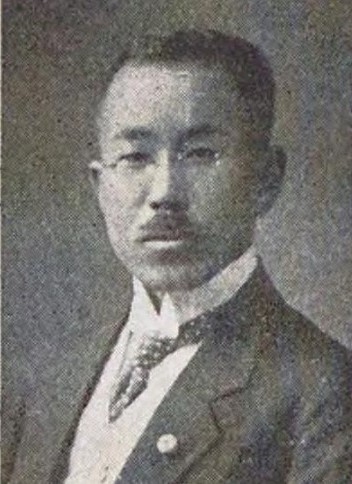
尾崎敬義

尾崎 敬義（おざき ひろよし、1877年（明治10年）7月2日 ‐ 1965年（昭和40年）9月19日） は、日本の実業家・政治家。衆議院議員。

## 経歴
愛媛県温泉郡松山（現松山市）で愛媛県士族・尾崎敬正の長男として生まれた。年少のころは文学者を志していた。愛媛県尋常中学校（のち松山中学校、現愛媛県立松山東高等学校）を経て、1902年（明治35年）7月、東京帝国大学法科大学政治学科を卒業。さらに同大学院で経済学、財政学を研究した。官界を志望していたが実業界に転じた。
三井銀行に入行し、調査課長、部長を歴任。中国興業（中日実業）公司設立の際に三井銀行から出向して専務取締役に就任。その他、浦口土地組合代表、中国綿業取締役、中日銀行取締役、東洋拓殖理事、朝鮮鉄道監事を務めた。
1917年（大正6年）4月の第13回衆議院議員総選挙に松山の実業界の応援を受けて松山市部選挙区から出馬し、中立の立場であったが立憲政友会からの支援も受けて当選した。次の第14回総選挙では多くの支援を受けて当選が予想されたが押川方義に敗れて落選し、正交倶楽部に所属して衆議院議員を1期務めた。
その後実業界に復帰し、北九州炭鉱取締役社長、東日本チタン工業取締役社長、北海道鉄鉱取締役会長、熱海国際観光取締役会長などを歴任。その他、東洋協会理事、中央朝鮮協会理事、国際文化建設協会長などを務めた。

## 著作
- 述『銀行論』京都法政大学〈京都法政大学第2期第2学年講義録〉、1904年。
- 『有漏雑染』内外図書、1926年。
- 『喫茶去』政治経済時論社、1929年。
- 『秋花譜：随筆』日本評論社、1930年。
- 『春花譜：随筆』政治経済時論社出版部、1934年。
- 『興亜運動の新展開』興亜国策協会〈興亜国策資料:第1輯〉、1943年。